# Castroregio
Castroregio község (comune) Olaszország Calabria régiójában, Cosenza megyében.

## Fekvése
A megye északkeleti részén fekszik. Határai: Albidona, Alessandria del Carretto, Amendolara, Cersosimo és Oriolo.

## Története
A települést a 16. században alapították Calabriában megtelepedő albánok, akiket a törökök űztek el országukból.

## Népessége
A népesség számának alakulása:

## Főbb látnivalói
- Madonna della Neve-templom